# Csaba Szekeres
Csaba Szekeres, né le 30 janvier 1977, est un coureur cycliste hongrois. 

## Palmarès
- 1994
  - 3e du championnat de Hongrie du contre-la-montre
- 1995
  -  Champion de Hongrie du contre-la-montre
- 1996
  - 2e du championnat de Hongrie du contre-la-montre
  - 2e du championnat de Hongrie de la montagne
- 1997
  - 2e du championnat de Hongrie du contre-la-montre
- 1998
  -  Champion de Hongrie sur route
- 1999
  - Milan-Tortone
  - Trofeo L'Eco del Chisone
- 2000
  - 5e étape du Tour du Faso
- 2001
  - 2e du championnat de Hongrie sur route
- 2002
  - 2e du championnat de Hongrie du contre-la-montre
- 2003
  - 2e du championnat de Hongrie du contre-la-montre
- 2004
  - 2e du championnat de Hongrie du contre-la-montre
- 2005
  -  Champion de Hongrie du contre-la-montre
  -  Champion de Hongrie de la montagne
- 2006
  - 4e et 12eb étapes du Tour de Pécs
  - 4e étape du Tour de Hongrie (contre-la-montre)
  - 2e du championnat de Hongrie du contre-la-montre
  - 2e du Trofeo Beograd
  - 3e du Tour de Hongrie
  - 3e du championnat de Hongrie de la montagne
- 2007
  - 3e du championnat de Hongrie sur route

## Classements mondiaux
| Année           | 2005 | 2006 | 2007 |
| --------------- | ---- | ---- | ---- |
| UCI Europe Tour | 862e | 883e | 571e |